# Brookfield Business Partners
Brookfield Business Partners L.P. è una società limited partnership quotata in borsa NYSE: BBU è il principale veicolo pubblico attraverso il quale Brookfield Asset Management Ltd., la sua società madre, possiede e gestisce i servizi alle imprese e le operazioni industriali del suo gruppo di private equity.  È stata costituita attraverso uno spin-off di "Brookfield Asset Management" nel giugno 2016. Nel 2019 Brookfield Business Partners ha acquistato il 45% della società BrandSafway. BrandSafway è stato valutato a $ 6,7 miliardi al momento dell'acquisto. Nell'ottobre 2021, Brookfield ha annunciato che avrebbe acquisito la divisione lotteria di Scientific Games per 6,05 miliardi di dollari. Nell'aprile 2022, Brookfield ha acquisito la società di servizi di concessionaria di automobili CDK Global per 6,41 miliardi di dollari.